# Juan Zunzunegui Guimeráns
Juan Zunzunegui Guimeráns (31 de marzo de 1976) es un remero y entrenador de remo nacido en Vigo, Pontevedra. Actualmente es el entrenador del Club de Remo Chapela.
Ha participado en dos ocasiones en los Juegos Olímpicos en la modalidad de 2x, en los años 2000 y 2004. También ha ganado el Campeonato de España de Remoergómetro en siete ocasiones, siendo en una ocasión medalla de plata.

## Palmarés internacional
- Medalla de Bronce Cuatro Scull PL en el Campeonato Mundial de Remo de 2000 de Zagreb
- Medalla de Bronce en doble scull ligero en los Juegos Mediterráneos de Túnez 2001
- Medalla Oro en 2x en la FISA Team Cup Sevilla 2004
- Diploma Olímpico en los Juegos Olímpicos de Atenas 2004 en doble scull peso ligero (LM2x)
- Medalla de Plata Skiff Ligeros (LM1x) en el Campeonato Mundial de Remo de 2006 de Eton